# 福州平原

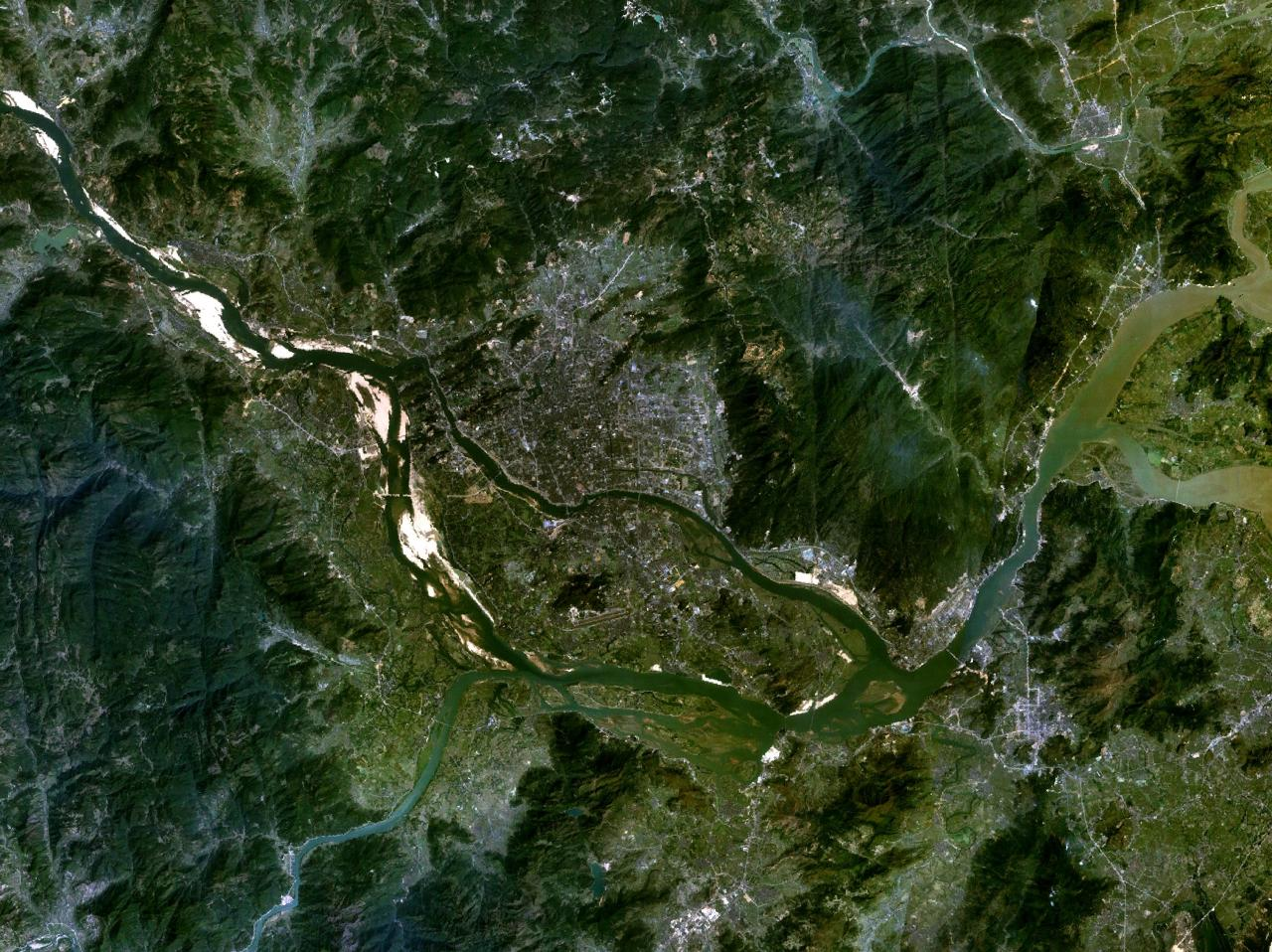
福州平原的卫星图

福州平原是中国福建闽江下游地区的一个低平的冲积—海积平原，面积489.1平方公里，在福建四大平原中面积位列第二，福州市区就位于该平原上。

## 分布
福州平原西起闽侯侯官、东至长乐高安，东西向长度为32公里，北自福州斗顶、南至闽侯大义，南北向宽度达31公里，形状呈现菱形，沿北西至南东向展开，福州市區就在當中，四周为山脉环绕，东侧是鼓山、西侧为旗山、南侧矗立着五虎山、北侧盘踞有莲花峰，其海拔在600—1000米之间，因而它在地貌上也是一个盆地，即福州盆地。整个福州平原（盆地）面积为489.1平方公里，仅次于漳州平原，为福建第二大平原。

## 地形

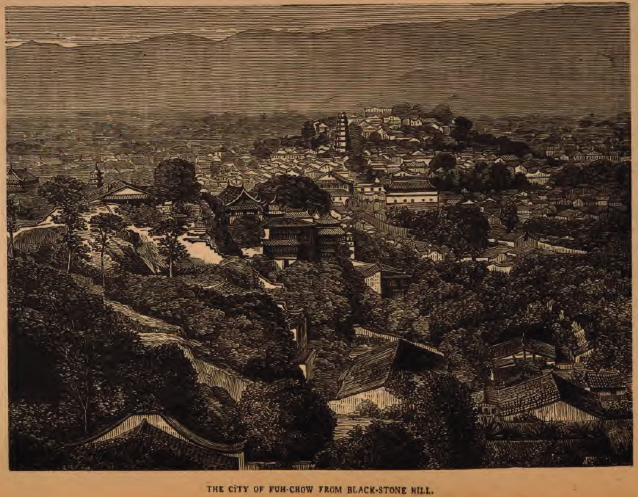
19世纪末西方传教士所绘制的由乌石山俯瞰福州平原的图画

福州平原实为丘陵性平原，其上分布有不少山丘，高度可分为4级，最低的如吴山海拔在15米左右、海拔35—45米等级的有仓前山、海拔70—80米的有黄山、最高的有180—200米的高盖山。在福州城区内仍有十几座小型山丘分布，民间有“三山藏、三山现、三山看不见”的谚语来形容福州城的地貌。“三山现”是指城内山形显著的三座山丘：屏山（海拔62米）、乌山（海拔89米）、于山（海拔52米）；“三山藏”则指市区内屏山、乌山、于山的三个支脉冶山、闽山、罗山，海拔仅为20—30米；“三山看不见”是指芝山、钟山和灵山，海拔仅几米到十几米，已在城市发展建设中和街坊巷道等融为一体，不可辨别。福州的别名“三山”就来自于城内的屏山、乌山、于山三座山丘。
福州平原地势低平，全境海拔多在3—4米，一般不超过5米，少数山前局部地区海拔可达10—25米。闽江斜穿福州平原中部，于南台岛首尾（上下游）先分再合，闽江在南台岛的北支仍称闽江或北港，南支称乌龙江或南港，还有大樟溪、尚干溪、营前溪、新店溪等支流注入闽江，在福州平原上形成密集的水网，便利了农业灌溉和内河航运，而由于海拔低矮，海潮终年可顺闽江到达福州平原。
由于福州城市长期的发展，市区面积不断扩大，目前福州平原很大部分已成为城市建设用地。

## 自然历史

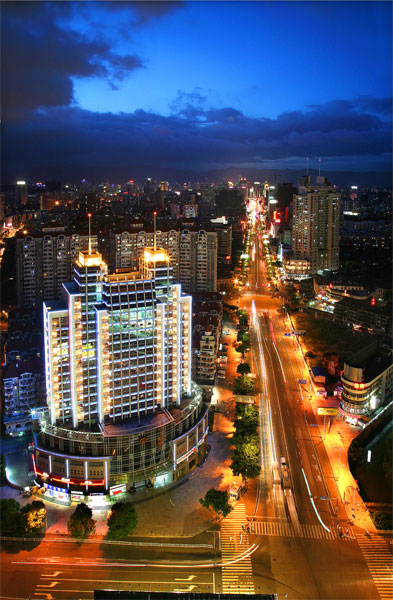
福州

福州平原为冲积—海积平原，中更新世时期，在该地先是形成断陷盆地，此后经过河流海洋长期作用而在该盆地上形成堆积平原，地层组成自下而上依序是中更新世残积物、晚更新世河、海相沉积物、全新世河、海相沉积物，不整合覆盖于风化基岩之上，大部分地带堆积层厚度达30—40米，局部最深达65.94米（位于福州雕刻厂）。平原上不同高度层次的弧山、残丘，如屏山、乌山、于山、冶山、闽山等就是福州盆地地貌的不同发育阶段（地文期）的代表。

## 气候土壤
福州平原属于南亚热带海洋性季风气候，终年暖热湿润，热量资源丰富，年均温度在19.5℃—21℃，日均温≥10℃，积温在6500℃—7400℃，年降水量达1050—1700毫米。土壤以砖红性红壤为主，在冲积地层上有优良的潴育型水稻土发育，因而该平原十分适合水稻种植，还盛产柑桔、茉莉花等农作物。

## 自然资源
在平原中部的福州市区一带分布着地面温泉带，其范围是由王庄到树兜沿北北西断裂，南北长5公里，东西宽1公里，面积达5平方公里，约占福州市区面积的7%，水温多在50℃—60℃，最高达97.6℃，水温自上而下逐渐升高，水头则自南而北逐渐降低，水质十分优良，加之福州平原的温泉埋藏浅、水压大，出涌口距地表仅40—65米，涌水量达0.5—1升每秒，因而由古代起，福州平原上的温泉就得到了很好的开发，在北宋嘉祐年间已有“官汤”、“民汤”等温泉浴池40多处。